# Centre de detenció de Guantánamo
El camp de detenció de Guantánamo és una presó d'alta seguretat a la Base Naval de la Badia de Guantánamo (illa de Cuba). Des de 2002, les autoritats nord-americanes l'han usat com a centre de detenció per a detinguts acusats de terrorisme, la majoria d'ells detinguts a Afganistan durant la invasió d'aquest país, que va seguir als atemptats de l'11 de setembre de 2001.
Guantánamo és només una part del sistema de camps de detenció que manté Estats Units en l'exterior, i que inclou altres camps a l'Iraq i Afganistan. Desenes de detinguts han estat portats a Guantánamo des d'altres centres de detenció secrets de la CIA.
Situada al costat de la badia de Guantánamo, a 920 quilòmetres al sud-est de l'Havana, té 117,6 quilòmetres quadrats, dels quals només 49,4 són de terra ferma, i una línia costanera de 17,5 quilòmetres. Està voltada per un filat electrificat de tres metres d'altura. Té una dotació permanent de 435 marines que conviuen amb altres militars i civils nord-americans. La població total es xifra en unes 8.500 persones.
Els presoners estan distribuïts en quatre camps envoltats de filats de malla metàl·lica, on passen les 24 hores del dia. Cada bloc té un total de 48 cel·les. Tenen una mica d'intimitat i se'ls permet realitzar mitja hora d'exercici diari -a alguns només tres dies a la setmana- en un camp d'esports que mesura 7,6 per 9,1 metres.
Reben visites de la Creu Roja, organització que s'encarrega també de portar-los les cartes de les seves famílies. Oficials nord-americans inspeccionen el contingut de tota la correspondència. Els presoners no poden rebre visites dels seus familiars ni se'ls permetia, fins al passat mes de març, parlar amb ells per telèfon de forma regular. Les llums dels passadissos i les instal·lacions estan enceses nit i dia.
Amnistia Internacional calcula que el 80% dels detinguts estan reclosos en règim d'aïllament en el Camp 5, el Camp 6 o el Camp anomenat "Ressò". El Camp 6 es va construir per albergar a 178 detinguts. És la instal·lació on les condicions són més severes. Els detinguts estan confinats durant un mínim de 22 hores al dia en cel·les individuals d'acer sense finestres a l'exterior.

## Història

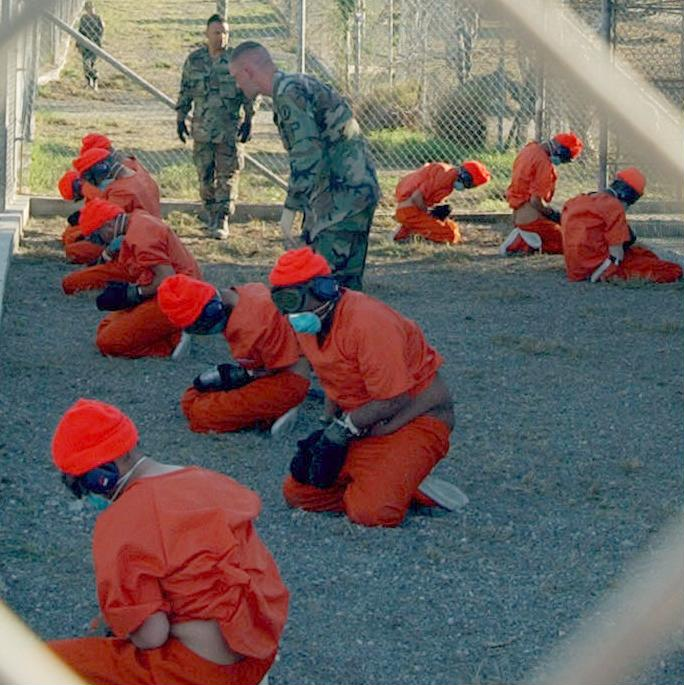
Presoners en el camp de detenció de Guantánamo

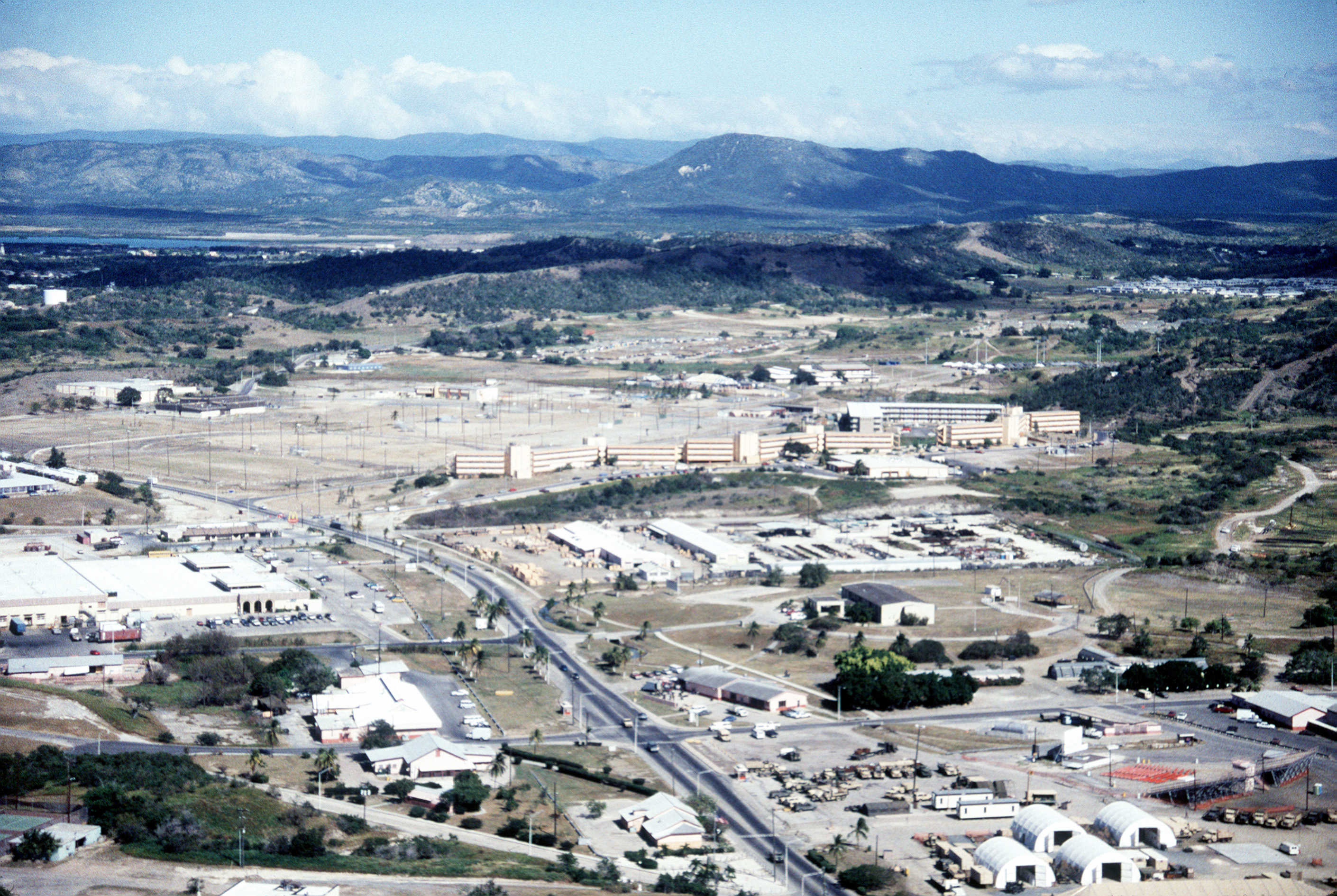
Vista general de la base naval de Guantánamo

La base va ser instal·lada a Cuba per Estats Units a principis del segle xx durant l'ocupació militar que va succeir a la derrota espanyola en la Guerra hispano-estatunidenca gràcies a un acord signat entre els dos països, acord que actualment Cuba rebutja al·legant que va ser signat sota pressió.
Va ser condicionada la presó després de la incursió a Afganistan, a finals de 2001. L'endemà passat dels atemptats de l'11 de setembre de 2001, el Congrés dels Estats Units va aprovar una resolució per la qual s'atorgava al president George Walker Bush una autorització sense precedents per emprar la força contra "nacions, organitzacions i individus" que, segons el seu criteri, estiguessin relacionats en qualsevol manera amb els atemptats o amb actes futurs de terrorisme internacional.
El 17 de setembre, el president Bush va signar un memoràndum en el qual autoritzava a l'Agència Central d'Intel·ligència a instal·lar centres de detenció fora del territori dels Estats Units. Aquest document té caràcter secret.
Al novembre de 2001, George W. Bush va signar una ordre executiva en matèria militar sobre "Detenció, tractament i enjudiciament de certs estrangers en la guerra contra el terrorisme", per la qual va autoritzar al Pentàgon a mantenir a ciutadans no nord-americans sota custòdia indefinida sense càrrecs. Els 20 primers presoners van arribar l'11 de gener de 2002.

### Un tancament bloquejat
El mateix expresident, George W. Bush, va expressar en diverses ocasions durant 2008 "el seu desig de tancar Guantánamo", al mateix temps que han adduït raons "legals i pràctiques" per no poder fer-ho encara, incloent els processos que encara no havien conclòs o que seguien pendents, o la negativa de molts països a acceptar de tornada als detinguts.
Durant les eleccions presidencials dels Estats Units de 2008, els dos principals candidats, el demòcrata Barack Obama i el republicà John McCain, es van comprometre a tancar el camp de concentració si arribaven al poder.
En la jura com a president dels Estats Units el 20 de gener de 2009, Obama va anunciar l'ordre del cessament temporal del Camp de Concentració, la qual cosa va fer efectiu l'endemà mitjançant una instrucció als fiscals perquè durant 120 dies es paralitzés l'activitat dels tribunals de guerra mentre la nova administració nord-americana revisava el procés. El 22 de gener, va decretar el tancament del camp en el termini d'un any, al costat de dues ordres executives que ordenaven la revisió dels judicis dels acusats de delictes terroristes i l'expressa prohibició de mètodes d'interrogatori equiparables a la tortura.
No obstant això, per dues ocasions, en 2009 i 2010, el Congrés dels Estats Units va prohibir l'ús de fons públics per al trasllat dels presos de Guantánamo a qualsevol altre territori del país, especialment després de les eleccions parcials en les quals els republicans es van situar amb majoria al Congrés, la qual cosa va fer inviable el tancament del centre. També es va tractar de jutjar al territori nord-americà a algun detingut, com el cas d'Ahmed Ghailiani, però va ser absolt de 284 dels 285 càrrecs amb què la fiscalia ho havia acusat, sent exonerat del principal delicte de terrorisme. Aquest cas, primer i únic de judici civil a un pres de Guatánamo, va paralitzar qualsevol altre intent. Després del veto del Congrés al trasllat de presos per segona vegada, el fiscal general dels Estats Units, Eric Holder, partidari d'un judici civil als cinc principals detinguts de Guantánamo, entre ells Jaled Sheij Mohammed, acusat de ser un dels cervells dels atemptats de l'11 de setembre de 2001, va haver de renunciar a aquest judici i va fixar els càrrecs perquè fos jutjat per una comissió militar a Guantánamo.
Al mateix temps, diversos presos van ser traslladats a setze països que els van acollir després d'un acord amb els Estats Units, però el seu nombre va ser escàs, entorn de 67, i no va estar exempt de complicacions, ja que diversos països es van negar a acollir als seus propis nacionals detinguts, uns altres com Kuwait van demanar que se'ls "alliberés" en alguna zona de conflicte com Afganistan on correrien risc de morir, o es van intercanviar per diners (Iemen, Kiribati), o que se'ls implantar-se un xip per seguir-los com es fa amb els "cavalls i falcons" (Aràbia Saudita).

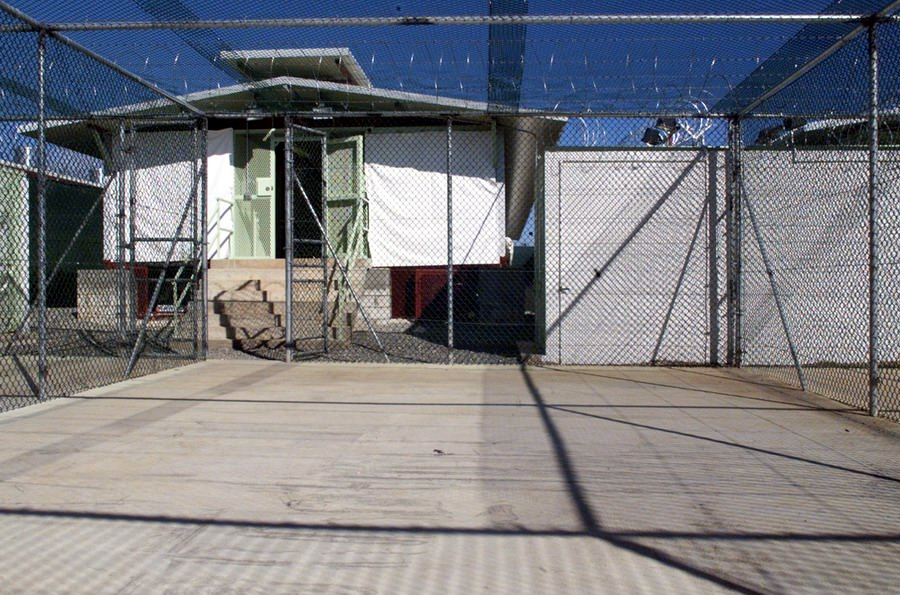
Camp Delta.

## Detinguts

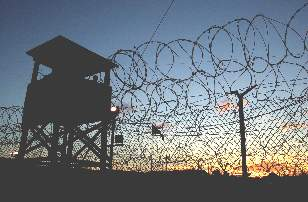
Vista exterior del camp.

Fins a 2006 havien passat pel centre al voltant de 759 presoners, la gran majoria afganesos, saudites i iemenites. Aquest nombre va descendir gradualment des de 2003, en ser retornats prop de mig miler als seus països d'origen, la majoria a Afganistan i Pakistan, però també a molts països europeus (Espanya, França, Regne Unit, Rússia, Suècia, Turquia i Bèlgica) i a uns altres com Aràbia Saudita, Austràlia, Bahrain, Bangladesh, Egipte, l'Iraq, Iran, Jordània, Kuwait, Líbia, Maldives, el Marroc, Mauritània, Sudan, Tadjikistan, Uganda i el Iemen. Al setembre de 2008 en quedaven al voltant de 250.
Segons Amnistia Internacional, fins a 17 dels detinguts a la presó eren menors d'edat quan van ser posats sota custòdia, anys després Estats Units va admetre que havien retingut 12 menors, un d'ells es va suïcidar. Un estudi d'aquesta mateixa organització, efectuat a prop de 500 detinguts, indica que només el 5% dels presoners havien estat capturats originalment per forces nord-americanes. El 86% havien estat arrestats per forces pakistaneses o de combatents a Afganistan, i sovint lliurats als Estats Units a canvi de recompenses.
De 2003 a 2011 havien mort set presoners a Guantánamo, dels quals tres d'ells es van suïcidar el juny de 2006 penjant-se amb els llençols dels seus llits, altres dos es van suïcidar el 2007 i 2009, un va morir de càncer i l'últim va morir de sobte al febrer de 2011. Malgrat estar sota custòdia, no se'ls va practicar cap autòpsia.
El 16 de gener de 2017 el govern federal dels Estats Units va anunciar que quedaven uns 45 detinguts.

### Situació legal
Estats Units els considera "combatents enemics il·legals" -la majoria estan acusats de pertànyer als taliban o a Al-Qaida, i no presoners de guerra, per la qual cosa entén que no cal aplicar-los la Convenció de Ginebra i, per tant, que pot retenir-los indefinidament sense judici i sense dret a la representació d'un advocat, alguna cosa que ha estat criticat per governs i organitzacions de drets humans de tot el món.
Estats Units va admetre posteriorment que, excepte els membres d'Al-Qaeda, la resta dels presoners sí que estarien emparat per les convencions internacionals. Alguns juristes consideren que la situació es troba en un buit legal.

### Posició de la justícia nord-americana
La primera decisió judicial va ser presa el 31 de juliol de 2002. La jutge federal de Columbia, Colleen Kollar-Kotelly, va determinar que el sistema legal nord-americà mancava de jurisdicció sobre persones retingudes a Guantánamo. Aquesta resolució va ser ratificada al març de 2003 per un altre jutge federal.
Al juny de 2004, el Tribunal Suprem dels Estats Units, va dictaminar que "els tribunals dels Estats Units tenen la jurisdicció requerida per disputar la legalitat de la detenció de ciutadans estrangers capturats a l'estranger en activitats hostils i empresonats en la badia de Guantánamo" i va fallar que tres presoners que havien invocat el seu dret a ser jutjats podien portar el seu cas davant tribunals civils.
No obstant això, la majoria de jutges federals, en les mans dels quals està com aplicar la doctrina marcada pel Suprem, va secundar les tesis de l'Administració que és possible retenir als "combatents estrangers" indefinidament, sense presentar càrrecs contra ells o sotmetre'ls a judici.
En 2006, el Suprem va tornar a atacar l'estratègia del Pentàgon, assenyalant que organitzar tribunals militars per a presoners de guerra estrangers "viola el Codi de Justícia Militar i la Convenció de Ginebra", i que, a més, no està recollit en cap norma. El Congrés, de majoria republicana en aquell moment, va reaccionar aprovant una llei en la qual es donava cobertura expressament a aquests tribunals militars.

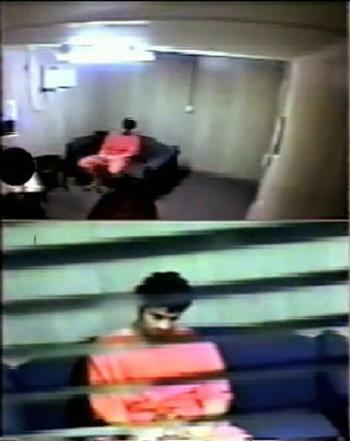
Interrogatori a Omar Khadr per les forces canadenques.

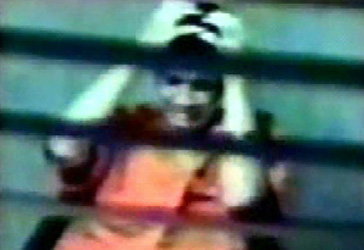
Desesperació de Khadr durant l'interrogatori.

### Condicions
Estats Units afirma que els detinguts reben un tracte humanitari. No obstant això, el fet que no es trobin en sòl nord-americà -les autoritats no consideren la base de Guantánamo com a part del país- fa que no gaudeixin dels drets que atorga la constitució dels Estats Units als detinguts, entre ells, la presumpció d'innocència o el dret a un judici amb jurat.
Pel que fa a les condicions del centre de detenció, l'administració nord-americana nega que es practiqui la tortura, insisteix que es tracta de "una instal·lació model", i recorda que ha estat visitada per més de 2.000 periodistes de 400 mitjans de comunicació de tot el món. Els presoners es troben aïllats els uns dels altres la major part del dia, i quan es troben no se'ls permet reunir-se en grups de més de 3 persones. Aquest tipus de tractaments es fan amb l'esperança que l'aïllament i la solitud acabin amb la resistència dels presos a ser interrogats. Els presos circulen amb els ulls embenats quan surten de les seves cel·les i tenen una dieta similar a la dels soldats destinats a la base, amb lleugeres variacions per respectar la dieta musulmana.
Informes de l'Organització de les Nacions Unides assenyalen que existeixen evidències que alguns detinguts han estat torturats i denuncien alimentacions forçoses a presoners en vaga de fam -dotzenes d'ells van protestar d'aquesta manera el 2006- i interrogatoris duts a terme després de confinaments solitaris perllongats o en condicions extremes de temperatura, llum i soroll. Altres tractes vexatoris han estat denunciats per organitzacions com Amnistia Internacional.
A la fi de 2004, un informe de la Creu Roja i la filtració de memoràndums del FBI reconeixien l'ús a la base de tàctiques de coerció psicològica i física equivalents a tortures, fets que van ser reconeguts en una recerca militar i al juny de 2005 pel Departament de Defensa.
Segons Amnistia Internacional, 14 detinguts van ser traslladats a Guantánamo al setembre de 2006 després de romandre reclosos en règim d'incomunicació sota custòdia secreta de la CIA durant períodes de fins a 4 anys i mig.
També s'ha assegurat en nombroses ocasions que molts dels presos (entre 75 i 200 segons les fonts) han fet vagues de fam per reclamar el seu alliberament. Algunes fonts apunten també que els presos pateixen abusos i mofes per motius religiosos tot i que les autoritats sempre ho han negat.
Un dels moments més crítics al camp va donar-se quan tres presos varen ser trobats morts a les seves cel·les. Totes les informacions apunten que es va tractar d'un acte de suïcidi premeditat però no és clar quina era la seva intenció. Mentre que fonts militars asseguren que no era fruit de la desesperació, sinó d'una clara voluntat ofensiva, Amnistia Internacional va declarar que els suïcidis eren el resultat d'anys d'arbitrarietats i de reclusió indefinida i en va culpar directament els Estats Units. Des d'aleshores s'han registrat 41 intents de suïcidi més per part de 25 dels presoners segons els Estats Units, que els han considerat sempre com comportaments manipuladors dels presos que, segons fonts psiquiàtriques pròpies, no desitgen en realitat posar fi a la seva vida, sinó obtenir nous privilegis o l'alliberament.
El gener Donald Trump va ordenar la preparació de 30.000 llits al Centre de detenció de Guantánamo per a migrants indocumentats per al que no es confia en els seus països d'origen perquè se'ls quedin.

## Organització judicial

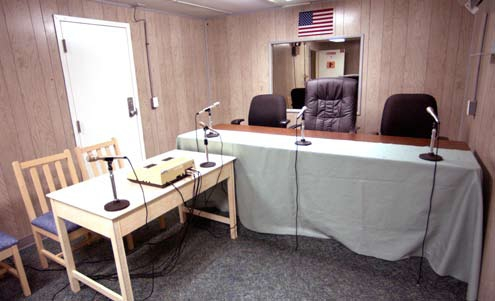
Sala de tribunal militar a Guantánamo.

Els judicis als presos de Guantánamo són portats a terme per tribunals militars creats a la pròpia base a l'empara de l'acta de poders especials de 2006. Estan formats entre cinc i dotze oficials de les forces armades nord-americanes. Un jutge militar qualificat presideix la sessió. Per aconseguir una condemna, almenys dos terços dels membres han d'estar a favor, però si es tracta d'una sentència de mort -que pot sol·licitar-se si arriba a provar-se que algú va morir per culpa de l'acusat-, la decisió ha de ser unànime i ratificada en última instància pel president dels Estats Units.
Els judicis davant aquests tribunals militars van començar al juny de 2008 amb el procés a Khàlid Xeikh Mohàmmed, acusat de ser el cervell dels atacs de l'11 de setembre de 2001, qui, al costat d'altres quatre acusats, s'enfronta a càrrecs que inclouen 2.973 acusacions per assassinat -un per cada persona que va morir en els atemptats-.
El relator especial de l'ONU sobre Execucions Arbitràries, Sumàries i Extrajudicials, Philip Alston, va exigir als Estats Units que suspengués els judicis militars a Guantánamo, assenyalant que els processos "no compleixen en absolut les normes internacionals".
Dels prop de 250 detinguts que segueixen a Guantánamo, entre 60 i 80 enfronten tribunals militars especials, i al voltant de 60 estan en procés de ser retornats als seus països. El futur dels altres 115 és incert, perquè no existeix evidència suficient per acusar-los però són considerats massa perillosos per Estats Units per quedar en llibertat.

### Estats Units
Absolen al tanzà, Ahmed Jalfan Ghailani, per un tribunal civil de terrorisme encara que sí va ser considerat responsable de conspirar per destruir propietats nord-americanes amb explosius.

### Regne Unit
Al novembre de 2010 el Govern del Regne Unit presidit per David Cameron acorda indemnitzar als terroristes sospitosos que van amenaçar amb denunciar als serveis secrets de seguretat britànics per possibles tortures. Així es pretén evitar un judici que trauria a la llum informis secrets que demostrarien les tortures exercides per membres de l'exèrcit dels Estats Units i Gran Bretanya.

## Crítiques
Les Nacions Unides han criticat la base en nombroses ocasions. El desembre de 2005 estava programada una visita que un grup d'experts de la comissió pels drets humans havia de realitzar al camp. Aquesta finalment va ser suspesa quan es va saber que els americans no permetrien que els membres s'entrevistessin privadament amb els presoners, fet que va generar dures detraccions. El febrer de 2006 l'ONU va emetre un informe en el qual s'instava als Estats Units a alliberar tots els presoners o acusar-los formalment.
A nivell europeu cal destacar les dures declaracions que va fer Angela Merkel el gener de 2006 poc després de ser nomenada Cancellera d'Alemanya en les que es donava per fet que els presos eren sotmesos a tortures i es reclamaven solucions alternatives per a tractar als presoners. També al Regne Unit diversos parlamentaris s'han associat per tal de fer campanya contra el centre.
Diverses ONG com Human Rights Watch o Amnistia Internacional també s'han oposat durament a l'existència del camp. Aquesta última entitat, en un informe del 25 de maig de 2005 va referir-se al camp com el gulag dels nostres dies. Fonts judicials britàniques també han dit que el camp és una aberració del sistema jurídic, donat que els judicis no reuneixen les mínimes garanties d'un estat de dret. Alguns advocats designats per representar els presos també s'han queixat de diverses obstruccions a la seva feina. El Pentàgon sempre ha negat aquest tipus d'acusacions, afirmant que molts dels presos havien refusat veure els seus advocats, tenir-hi contacte per escrit o compartir amb ells les informacions bàsiques del seu cas.
Altres grups de pressió en contra del manteniment de la base són liderats per diaris com el New York Times, que ha mantingut sempre una línia editorial molt crítica en aquest aspecte.
Un estudi de la BBC de 2006, realitzat en 26 països, conclou que l'existència de la presó de Guantánamo, juntament amb l'escàndol de les tortures a la presó d'Abu Ghraib són dos dels factors que més contribueixen a degradar la imatge dels Estats Units a la resta del món.